# 충남온라인학교
충남온라인학교는 충청남도 예산군에 있는 공립 각종학교이다.

## 연혁
- 2025년 3월 1일 : 제1대 이영주 교장 취임
- 2025년 3월 4일 :  충남온라인학교 개교
- 2025년 3월 4일 : 2025학년도 1학기 개강(20개 강좌)